# Furtwangen
Furtwangen é uma cidade da Alemanha, localizada no distrito de Schwarzwald-Baar, na região administrativa de Freiburg, estado de Baden-Württemberg.
Um dos principais destaques da cidade é sua instituição de ensino superior, a Hochschule Furtwangen University, caracterizada como uma universidade de ciências aplicadas, oferecendo cursos de bacharelado e mestrado nas áreas de informática, engenharia, mídia digital, administração e afins, com foco prático nas demandas industriais da região. A história da universidade data de 1850, com a fundação da escola de fabricação de relógios pelo engenheiro e político alemão Robert Gerwig. Posteriormente a escola fundaria um museu próprio, o Museu de Relógios da Alemanha (Deutsches Uhrenmuseum), que hoje é uma das principais atrações da cidade, abrigando um acervo de mais de 8.000 modelos distintos.
A cidade é marcada por um forte passado industrial, tendo sido um dos principais centros de fabricação de relógios cuco da Alemanha. No entanto, com a popularização dos relógios de quartzo no último século, esse segmento da indústria praticamente se extinguiu. Hoje, a economia da cidade ainda é baseada em pequenas e médias indústrias, porém na área de microeletrônica e mecânica fina.
Nas montanhas da cidade, nasce uma das duas nascentes que dá origem ao rio Danúbio, chamada de Breg.